# Marmuliivka, Volodarka
Marmuliivka (în ucraineană Мармуліївка) este localitatea de reședință a comunei Marmuliivka din raionul Volodarka, regiunea Kiev, Ucraina.

## Demografie
Componența lingvistică a localității Marmuliivka
     Ucraineană (98,92%)
     Rusă (1,08%)
Conform recensământului din 2001, majoritatea populației localității Marmuliivka era vorbitoare de ucraineană (98,92%), existând în minoritate și vorbitori de rusă (1,08%).